# De Taalstaat
De Taalstaat is een radioprogramma van KRO-NCRV met als onderwerp de Nederlandse taal. Het programma wordt sinds 4 januari 2014 iedere zaterdag uitgezonden door NPO Radio 1 en gepresenteerd door Frits Spits. Het programma behandelt recente boeken, theater- en cabaretvoorstellingen en taalonderzoeken.

## Inhoud
In De Taalstaat staat alles in het teken van de Nederlandse taal. In het programma wordt het laatste nieuws rondom het Nederlands behandeld, opvallende quotes, nieuwe en oude woorden en de taal van bekende Nederlanders. Ook zijn er in het programma schrijvers te gast, die een nieuw boek hebben geschreven, en komen ook artiesten langs die een nieuw album hebben uitgebracht.

## Onderdelen eerste uur
De onderdelen van De Taalstaat in het eerste uur zijn:

### Intro
Het programma begint altijd met de programmatune, die ingezongen is door Acda en De Munnik. Vervolgens gaat Frits Spits zijn blik geven over een gebeurtenis van de afgelopen week. Dit doet hij zowel in het eerste als het tweede uur.

### Vooropgesteld
In Vooropgesteld wordt het opmerkelijkste nieuws behandeld die in die week in de 'wereld van de Nederlandse taal' plaatsvond. Spits gaat dan praten met gasten die het onderwerp toelichten en duiding geven.

### Jeroen van Kan Kijk
In De Jeroen van Kan Kijk neemt Jeroen van Kan de taal in de zaterdagkranten door. Van Kan gaat dan o.a. zinnen of koppen citeren die hem opvielen.

### Taalschatten van de Taalstaat
In De Taalschatten van de Taalstaat behandeld Frits Spits een Nederlandstalig boek of lied, die speciale aandacht krijgen, vanwege een gebeurtenis uit die week. Zo behandelde Spits in de uitzending van 1 april 2023 de tweede langspeelplaat van het Simplisties Verbond, n.a.v. het overlijden van Wim de Bie. In de rubriek nodigt Spits ook een gast uit om over het onderwerp te praten.

### De Digitaalstaat
In De Digitaalstaat komt bij Spits een gast langs, om over de afgelopen week te praten. Dit door middel van sociale media berichten die de gast in die week stuurden. In de rubriek worden de berichten behandeld en geeft de gast ook uitleg waarom het bericht op een bepaalde manier is geschreven en wat hij/zij/hen daarmee bedoeld.

## Tweede uur
De onderdelen van De Taalstaat in het tweede uur zijn:

### Woord van de Week
In Het Woord van de Week is de hoofdredacteur van de Dikke van Dale Ton den Boon bij Spits te gast. Den Boon gaat in deze rubriek een nieuw woord introduceren, die hij in die week ergens heeft gelezen in kranten of websites. Vervolgens geeft hij achtergrond informatie over het woord en sluit hij af met de definitie van het nieuwe woord.

### Quotes van de Week
In deze rubriek worden twee quotes behandeld, die in de afgelopen week door een persoon werd gezegd in de media. Frits Spits beoordeeld dan of de quote 'veelzeggend' of 'nietszeggend' is.

### Het Loket
In de rubriek Het Loket worden vragen over de Nederlandse taal behandeld, die luisteraars hebben gestuurd. Te gast bij Spits is dan iemand van het taaladviesdienst van Onze Taal, die de vraag beantwoord en ook vaak informatie over bijv. de oorsprong van een woord vertelt.

### Het Vergeetwoord
In Het Vergeetwoord gaat Frits Spits bellen met een luisteraar die een woord wil behandelen die tegenwoordig niet of nauwelijks wordt gebruikt. De luisteraar gaat dan uitleggen wat het woord betekend en waarom het woord geherintroduceerd moet worden. De luisteraar krijgt vervolgens dan voor het woord een 'adoptiebewijs'.

### TNA van een BN'er
In de rubriek TNA van een BN'er is René Appel bij Spits te gast. Appel gaat in deze rubriek de taal van een bekende Nederlander behandelen, door middel van fragmenten uit radio- en televisieprogramma's.

### Week Dicht
In de afsluiting van De Taalstaat behandeld Frits Spits nog één onderwerp, dat altijd begint met ''Week dicht'' met vervolgens de datum van de uitzending daarachter. Spits behandelt dan kort een onderwerp en eindigt dan met een woordspeling.
In beide uren zijn er ook schrijvers, muzikanten of andere gasten te gast die bij Frist Spits gaat praten over hun boek, album of voorstelling.

## Overige onderdelen

### Het Spel-Spel
In de zomer wordt het Spel-Spel gespeeld. In deze rubriek nemen twee deelnemers het tegen elkaar op om een plekje in het Groot Dictee der Nederlandse Taal te krijgen, die in het najaar wordt gehouden.

### Woutertje Pieterse Prijs
In het voorjaar wordt in het programma de genomineerden bekend gemaakt voor de Woutertje Pieterse Prijs, de prijs voor het beste Nederlandstalige kinder- of jeugdboek van dat jaar.

### Groot Dictee der Nederlandse Taal
In het najaar zendt KRO-NCRV het Groot Dictee der Nederlandse Taal uit, die voorheen door de NTR op televisie uitgezonden werd.

### Taalstaatmeester
De Taalstaat roept jaarlijks iemand uit tot de Taalstaatmeester van dat jaar, een onderscheiding die wordt toegekend aan iemand wiens of wier taalgebruik dat jaar opviel, iemand die zich "het best heeft uitgedrukt in gesproken en/of geschreven woord". Deze mensen zijn uitgeroepen tot Taalstaatmeester van het jaar: 
- 2017: Beatrice de Graaf[3]
- 2018: Lilian Marijnissen
- 2019: Freek de Jonge
- 2020: Mark Rutte
- 2021: Roxane van Iperen
- 2022: Iris de Graaf
- 2023: Linda Nooitmeer, voor haar toespraak tijdens Ketikoti (de Nationale Herdenking Slavernijverleden)[2]

## Trivia
- De Van Dale bracht in samenwerking met Frits Spits en Nelleke Noordervliet in oktober 2015 een "vergeetwoordenboek" uit, waarin 1000 van zulke woorden waren gebundeld.[4]